# Matarum etiennei
Matarum etiennei là một loài bướm đêm trong họ Noctuidae.